# こけら寿司 (真庭市)
こけら寿司（こけらずし、こけらすし）は、岡山県真庭市中和地域（旧・中和村）の郷土料理。笹の葉に寿司飯と〆鯖（またはシイラ）を乗せ、桶に入れて重石をし、一晩寝かせた寿司である。

## 概要
「こけら」は「手斧で木を削った時にできる木片」を意味し、寿司の形が似ていることに由来するとされる。また、寿司ネタを薄く切って寿司飯の上に並べた様子が、屋根を葺く際のときの杮葺（）に似ているところからの命名とも云われる。
中和地域でも下和（）地区、初和（）地区ではサバを用いるが、別所（）地区、吉田（）地区ではシイラを用いる。

## 歴史
出雲から京の都へと続く出雲街道はサバなどの海産品を運搬する「鯖街道」でもあった。海から遠いこの地で、魚が貴重であった時代に美味しくサバを食べる工夫の末に生まれた料理である。
古くから各家庭において祝い事や祭りの際の食事として作られていた。